# پایک راود (آلاباما)
پایک راود (به انگلیسی: Pike Road) شهری در شهرستان مونتگمری ایالت آلاباما است که مساحت آن ۸۲٫۷۴ کیلومتر مربع است و در سرشماری سال ۲۰۱۰ میلادی، ۵٬۴۰۶ نفر جمعیت داشته و تراکم جمعیتی آن، ۶۵٫۳۴ نفر در هر کیلومتر مربع بوده است.